# سرطان مدغشقري
سرطان مدغشقري (الاسم العلمي: Ocypode madagascariensis) هو نوع من الحيوانات يتبع جنس السرطان السريع الأرجل من فصيلة السرطانات الشبحية.